# Yuma Takahashi
Yuma Takahashi (født 25. april 1990) er en japansk fodboldspiller.
Han har spillet for flere forskellige klubber i sin karriere, herunder Grulla Morioka.